# 金海許氏
金海許氏（キメホし、朝鮮語: 김해허씨）は、朝鮮の氏族の一つ。本貫は慶尚南道金海市である。2015年の調査では、134,068人である。

## 概要
始祖は金官加羅国の初代王首露王の妃のサータヴァーハナ朝の王女許黄玉の35代子孫の許琰である。許琰は高麗の文宗時代に三重大匡を務め、駕洛君に封じられた。
なお、他の許氏の本貫のほか、金海金氏・仁川李氏も同じく首露王と許黄玉の子孫である。

## 人口分布
2015年統計によると、多くの自治体の総人口に占める比例が1%未満であるが、慶尚南道宜寧郡（578人、総人口の2.36%）と江原特別自治道洪川郡（1,273人、総人口の2.1%）では2%を超えている。